# Yamia
Yamia is een geslacht van spinnen uit de familie vogelspinnen (Theraphosidae).

## Soorten
De volgende soorten zijn bij het geslacht ingedeeld:
- Yamia baeri (Simon, 1877)
- Yamia bundokalbo (Barrion & Litsinger, 1995)
- Yamia muta (Giltay, 1935)
- Yamia watasei Kishida, 1920